# 哥伦布市场
哥伦布市场（Mercado de Colón；Mercat de Colom）是一个位于西班牙瓦伦西亚市中心的公共市场。这是瓦伦西亚新艺术运动的主要作品之一。

## 建筑

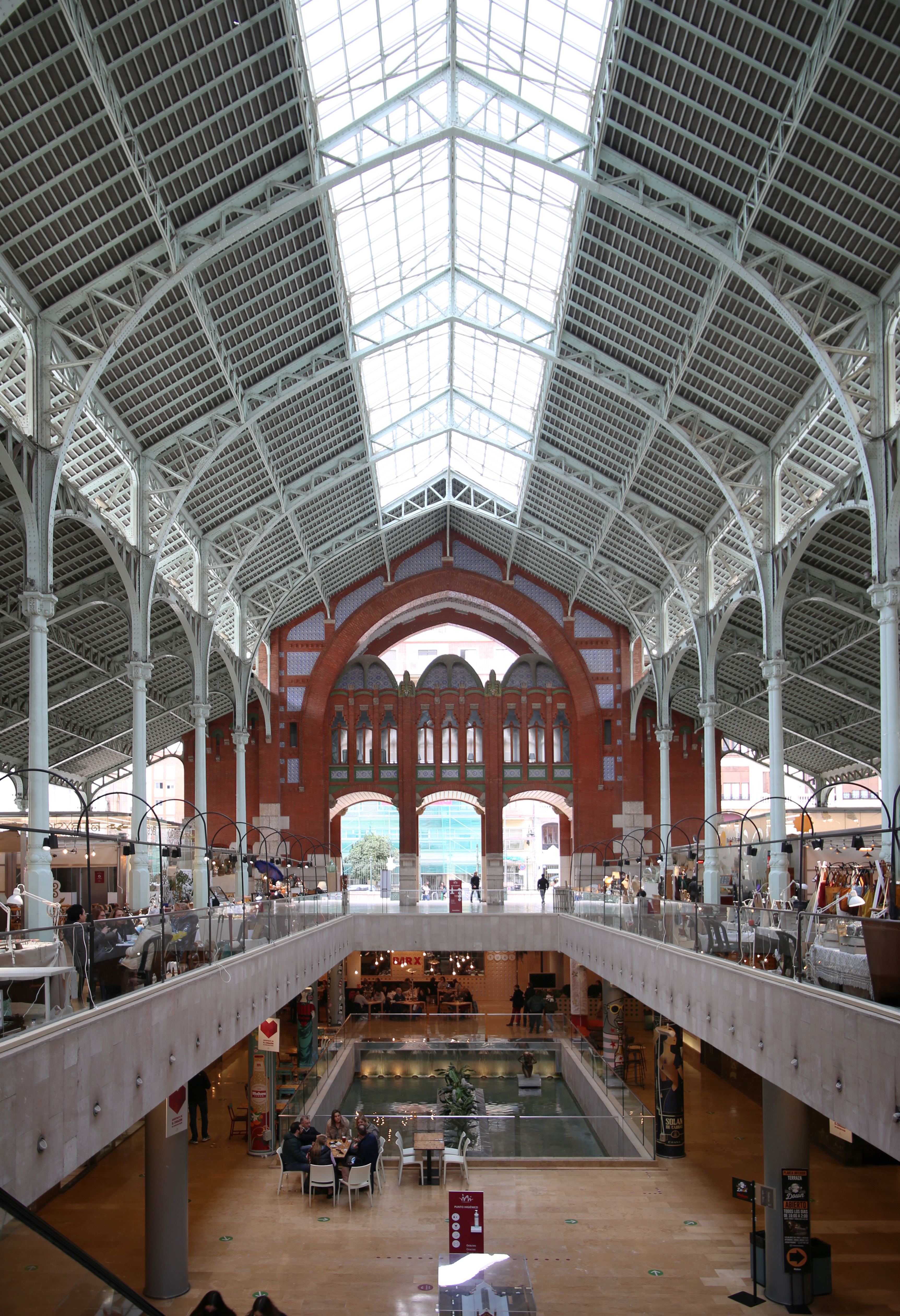
市场内部

这座建筑是由瓦伦西亚建筑师弗朗西斯科·莫拉·贝伦格在1914年至1916年间设计的。这是本世纪初瓦伦西亚新艺术运动建筑的一个明显例证，已公布为西班牙文化財產，以其非凡的外观和优雅的装饰，给人留下了深刻的印象。